# Arco di Cáparra

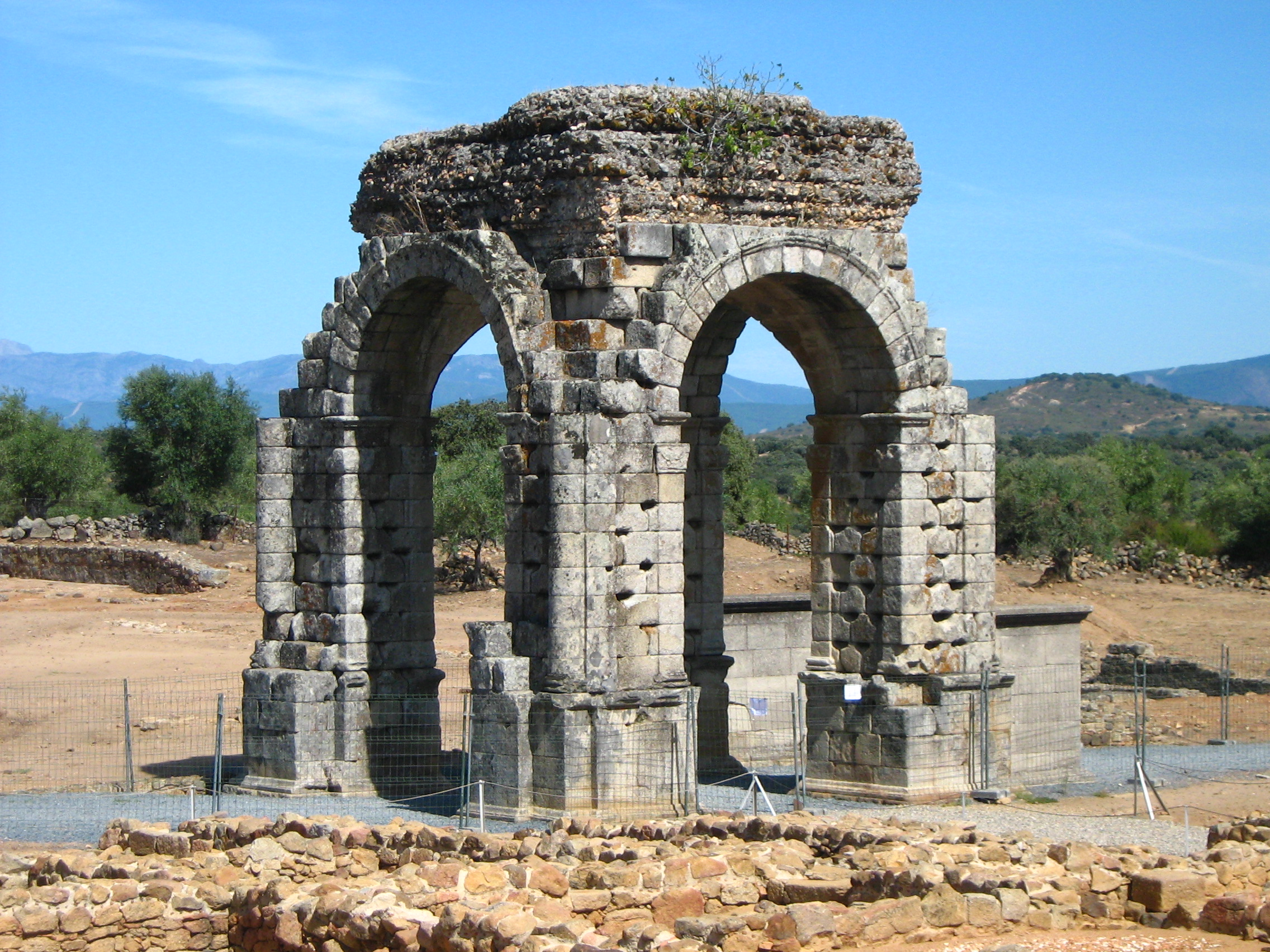
Arco quadrifronte di Caparra

L'arco di Cáparra  è un arco onorario romano, risalente alla fine del I secolo o agli inizi del II, e situato a Cáparra (Municipium Flavium Caparensis, presso Oliva de Plasencia nella provincia di Cáceres della comunità autonoma della Spagna di Estremadura ). È un tetrapilo, ovvero un arco quadrifonte con passaggi sui quattro lati.

## Descrizione
L'arco, costruito in blocchi di granito locale, sorgeva sulla antica strada romana chiamata via Delapidata (conosciuta oggi come via de la Plata), sul decumano massimo, contiguo al foro della città e ad un complesso termale.
Ha pianta quadrata (8,60 x 7,35 m) e doveva in origine raggiungere un'altezza di più di 13 m
Sui quattro piloni si conservano lesene corinzie agli angoli e piedritti da cui partono gli archivolti, sorretti da un unico piedistallo. Lo spazio centrale è coperto con una volta a crociera.
Su due dei piedistalli disposti davanti ai piloni su uno dei lati, che dovevano sorreggere statue equestri, si legge un'iscrizione di dedica da parte di Marco Fidio Macer, un importante personaggio locale noto anche da altre iscrizioni, ai genitori e alla moglie.